# Ficus lauretana
Ficus lauretana är en mullbärsväxtart som beskrevs av M. Vázquez Avila. Ficus lauretana ingår i släktet fikonsläktet, och familjen mullbärsväxter. Inga underarter finns listade i Catalogue of Life.